# MAS-36
El MAS Modèle 36 es un fusil de cerrojo. Fue adoptado por Francia en 1936 e intentaba reemplazar a los fusiles Berthier y Lebel. Fue fabricado por la MAS (abreviación de Manufacture d'armes de Saint-Étienne, una de las varias fábricas de armamento propiedad del gobierno francés).

## Descripción
El MAS-36 es un fusil corto tipo carabina, con la culata y el guardamanos separados por un cajón de mecanismos con paredes lisas. Fue calibrado para el moderno cartucho sin pestaña 7,5 x 54 MAS, una versión acortada del cartucho 7,5 x 57 MAS que había sido introducido en 1924 (después modificado en 1929) para la ametralladora ligera FM 24/29. Este fusil fue desarrollado a partir de la experiencia francesa en la Primera Guerra Mundial, incorporando características de otros fusiles empleados en aquel conflicto, como el SMLE británico (tetones de acerrojado en la parte posterior del cerrojo y resistentes ante la suciedad), el M1917 Enfield estadounidense (manija del cerrojo doblada hacia abajo y alza dióptrica) y el Mauser 98 alemán (depósito interno fijo, de 5 cartuchos), para producir un fusil "feo, toscamente fabricado, pero muy resistente y fiable".
El MAS-36 lleva una bayoneta de pincho, guardada en un tubo bajo el cañón.  Para emplear la bayoneta, esta debe extraerse del tubo, ser volteada e insertada en su depósito. El MAS-36 tiene un cañón relativamente corto y está equipado con una gran alza abierta y un punto de mira diseñados para las distancias de combate habituales. Tiene un depósito de doble hilera tipo Mauser, con capacidad de cinco cartuchos y una trampilla de acceso. El fusil es algo inusual por el hecho que los tetones de acerrojado se encuentran en la parte posterior del cerrojo en lugar de ir en la parte delantera, haciendo que la manija del cerrojo esté doblada hacia adelante.
El MAS-36 no tenía seguro, una característica habitual de los fusiles franceses de la época. Era normalmente transportado con el depósito lleno y la recámara vacía hasta que el soldado entre en combate, aunque el mecanismo del percutor podía bloquearse al levantar la manija del cerrojo.    

## Historial de combate
Aunque la intención era reemplazar a los fusiles Lebel y Berthier, así como a las carabinas Berthier, las reducciones presupuestarias limitaron la producción del MAS-36 y fue empleado junto a los otros fusiles en varias unidades del Ejército francés y las tropas coloniales. Durante la Segunda Guerra Mundial, el MAS-36 era frecuentemente reservado a las unidades de infantería de primera línea, mientras que las otras tropas y reservistas por lo general iban armadas con los viejos fusiles Berthier y Lebel. Tras la Campaña de Francia, los alemanes capturaron un gran número de fusiles MAS-36 y fueron empleados por las tropas acantonadas en Francia con la designación Gewehr 242(f), además de ser empleado más tarde por el Volkssturm.

## Empleo de posguerra
El MAS-36 fue ampliamente utilizado por el Ejército francés y las tropas coloniales durante las operaciones antiguerrilla de posguerra en la primera guerra de Indochina y la guerra de Independencia de Argelia, al igual que durante la Crisis de Suez. Durante esta última, los tiradores de élite de las tropas aerotransportadas del 2ème RPC (Régiment Parachutiste Colonial) emplearon fusiles MAS-36 con miras telescópicas para eliminar francotiradores enemigos.  El MAS-36 continuó en servicio hasta inicios de la década de 1960 como fusil de infantería, frecuentemente sirviendo con las tropas coloniales nativas. Fue oficialmente considerado en Francia como fusil de reserva tras la adopción del fusil semiautomático MAS-49 en 1949, aunque todavía es empleado como fusil de francotirador con la denominación Fusil Modèle F1 (que ahora emplea cartuchos 7,62 x 51 OTAN). 
Tras la guerra, la MAS y el armero Jean Fournier hicieron versiones civiles para cacería del MAS-36. Estos fusiles con culata y guardamanos acortados empleaban cartuchos 7 x 54 MAS-Fournier (comunes, el casquillo de su cartucho monta una bala calibre 7 mm), 7 x 57 (muy escasos), 8 x 60 S (poco comunes) y 10,75 x 68 (escasos). Los fusiles de caza que emplean los dos últimos cartuchos tenían frenos de boca incorporados. También se importaron a los Estados Unidos unos cuantos fusiles sobrantes recalibrados de 7,5 x 54 MAS a 7,62 x 51 OTAN por un importador de armas.  Estos fusiles fueron modificados para emplear el cartucho de la OTAN, además de tener un seguro como el de la carabina SKS. Debido a su escaso número, estos fusiles son considerados como armas de panoplia por algunos coleccionistas.

## Variantes
- MAS36 CR39 - Un fusil MAS-36 equipado con una culata plegable de aluminio, diseñado para ser empleado por las tropas aerotransportadas
- MAS 36 LG48 - Un fusil MAS-36 equipado con una bocacha lanzagranadas de 48 mm, que fue empleado en la primera guerra de Indochina.
- MAS 36/51 - Un fusil MAS-36 equipado con una bocacha lanzagranadas de 22 mm estándar OTAN.
- Fusil Modèle F1 - Un cajón de mecanismos del fusil MAS-36 sumamente modificado, con un cañón pesado y mira telescópica para ser empleado por francotiradores.

## Usuarios
- Francia[6]
  - Francia Libre
  - Francia de Vichy
  - Resistencia francesa
- Mónaco[7]
  - Compañía de Carabineros del Príncipe